# 훅스트랄저빌
훅스트랄저빌(Gerbillus hoogstraali)은 황무지쥐아과에 속하는 설치류의 일종이다. 주로 모로코 남서부 지역에 분포한다. 자연 서식지는 모래 언덕과 사막 기후 지역이다. 종소명은 곤충학과 기생충학에 기여한 해리 훅스트랄(Harry Hoogstraal) 박사의 이름을 기리기 위해 붙여졌다.